# 숙사
숙사(塾師)는 조선시대의 경우, 흔히 초보적 수준의 유학교육을 행하던 교사들에 대한 호칭으로 사용되었다. 종종 숙사는 서당의 훈장이라고 이해되는 경우도 있지만, 엄밀히 보면 서당이나 특정 교육기관에서 초보적 교육을 하던 이들 뿐만 아니라 독립적으로 아동들을 가르치던 이들도 숙사라고 불리고 있다. 그런 의미에서 숙사는 서당의 훈장이라고 요약하기 보다 조선시대 초보적 수준의 유학교육을 담당하던 교사로 보는 것이 타당하다.
물론 여기서 숙이라는 말이 주례에서 지역의 교육시설이라는 점에 주목하여 숙의 사라고 보는 경우도 있으나 숙이 교육기관이라는 개념보다는 교육시설로서의 성격이 강하기 때문에 숙에 소속된 교사가 숙사이다고 말할 수 없는 경우도 생긴다. 왜냐하면 학교처럼 숙이 존재하지 않고, 개인 교습으로 하거나 여러 공간을 오가며 교육하는 경우도 있었기 때문이다.